# 파리 FC
파리 FC(프랑스어: Paris Football Club)는 또는 간단히 PFC로 불리는 이 팀은 프랑스 파리에 연고를 둔 프로 축구 클럽이다. 이들은 2024–25년 시즌 리그 2를 마치고 승격에 성공하여, 2025–26년 시즌부터 프랑스 최상위 리그인 리그 1에서 경쟁할 예정이다.
클럽은 1969년에 창단되었으며, 1970년 스타드 생제르맹과 합병해 파리 생제르맹을 창단했으나, 1972년 이를 분리하여 다시 독립하게 되었다. 파리 FC는 유니폼 색상에 따라 레 블뢰(프랑스어: Les Bleus, 파란 군단)이라는 별칭으로 불리며, 엠블럼에는 에펠탑이 그려져 있다. 2025년부터는 파리 16구에 위치한 스타드 장부앵을 홈구장으로 사용하고 있다.
파리 생제르맹과 분리된 이후, 파리 FC는 그와는 달리 프랑스 축구 무대에서 입지를 다지는 데 어려움을 겪었으며, 대부분 아마추어 리그에서 활동하다가 2015년에 다시 프로 지위를 회복했다. 이후 10년간 리그 2에서 활약한 끝에, 46년 만인 2025년에 리그 1으로 복귀하는 데 성공했다.

## 역사
1969년에 창단되었으며 1970년에 파리 FC가 스타드 생제르맹 FC와 합병하여 파리 생제르맹 FC가 되었다. 1972년에 파리 생제르맹 FC에서 다시 분할되어 현재의 파리 FC로 이어지고 있다.
2024년 10월 18일, LVMH의 회장이자 프랑스 최대 부호 베르나르 아르노가 구단 인수를 한다는 소식이 공식 발표되었다.

## 정체성

### 색상
파리 FC의 클럽 색상은 창단 이후 복잡한 역사와 정체성을 반영하며 크게 변화해 왔다. 1970년 스타드 생제르맹과의 합병으로 파리 생제르맹(PSG)이 탄생한 직후, 팀은 파리를 상징하는 빨간색과 파란색, 그리고 생제르맹앙레라는 왕실 도시를 상징하는 흰색을 채택했다. 그러나 1972년 PSG와의 분리 이후, 파리 FC는 당시 스폰서였던 Bic의 영향으로 주황색 유니폼을 사용하게 되었으며, 이는 상업적 브랜드 아이덴티티를 반영함과 동시에 기존 색상과의 단절을 의미했다. 1970년대 후반에서 1980년대 초반 사이에는 하늘색으로 변경되었는데, 이는 같은 하늘색을 사용하는 라싱 클뢰브 드 프랑스와의 역사적 연관성을 나타낸 것이다. 2000년대 초반부터는 파리의 상징인 에펠탑과 파리 시 문장에서 볼 수 있는 어두운 네이비 블루 계열 색상을 채택하며, 파리의 역사적 상징성과 다시 연결되었다.

## 선수 명단

### 현역
참고: FIFA 자격 규정에 따라 소속된 국가대표팀 국기를 표시합니다. 선수는 복수의 FIFA 비회원국 국적을 가지고 있을 수 있습니다.
| 번호 | 포지션 | 국적 | 이름 |
| ---- | ------ | ---- | ---- |

| 번호 | 포지션 | 국적   | 이름             |
| ---- | ------ | ------ | ---------------- |
| 22   | DF     | 모로코 | 소피앙 알라쿠치  |
| 28   | DF     |        | 티볼트 드 스메트 |
| 39   | DF     | 모로코 | 마티스 투렌      |

## 역대 감독
| 감독                  | 임기        |
| --------------------- | ----------- |
| 로제 르메르           | 1979 ~ 1981 |
| 메흐메드 바즈다레비치 | 2018 ~ 2019 |